# Turmuhrenmuseum Bockenem

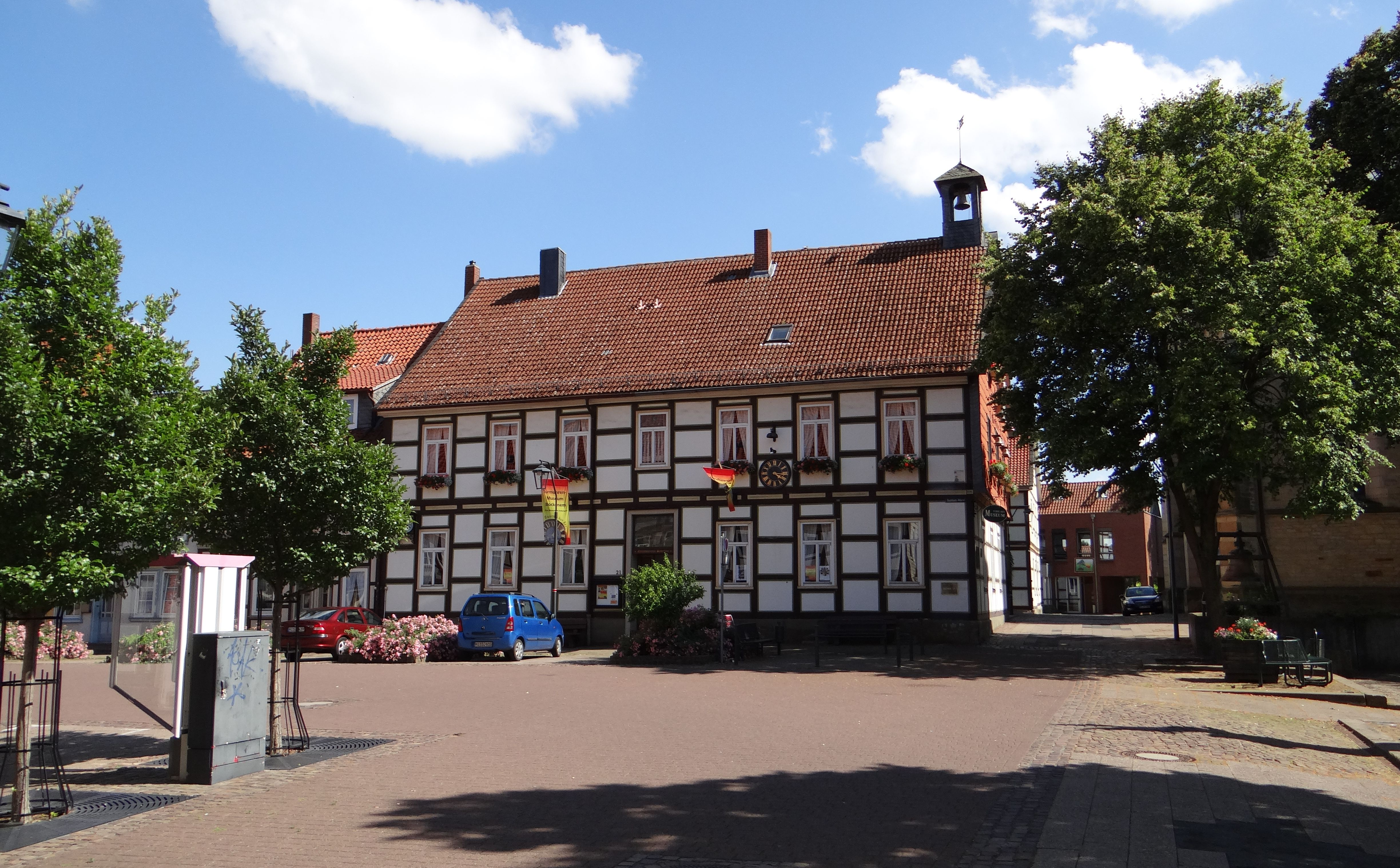
Museum am Buchholzmarkt

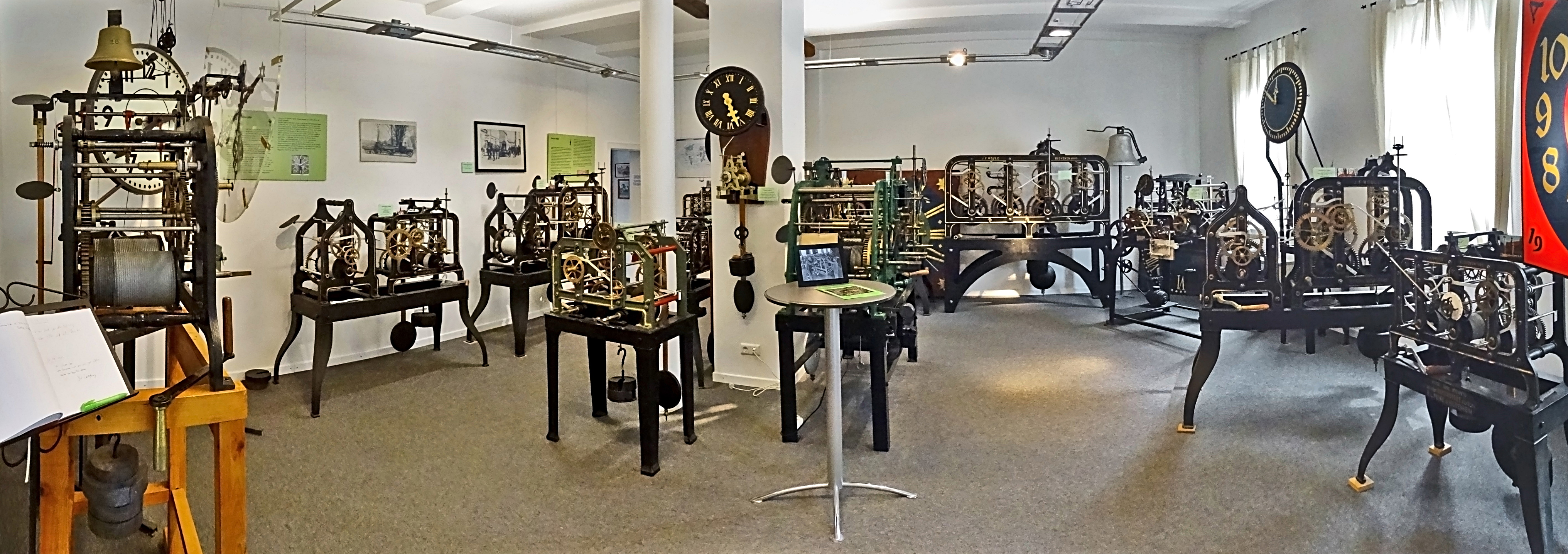
Ein Ausstellungsraum

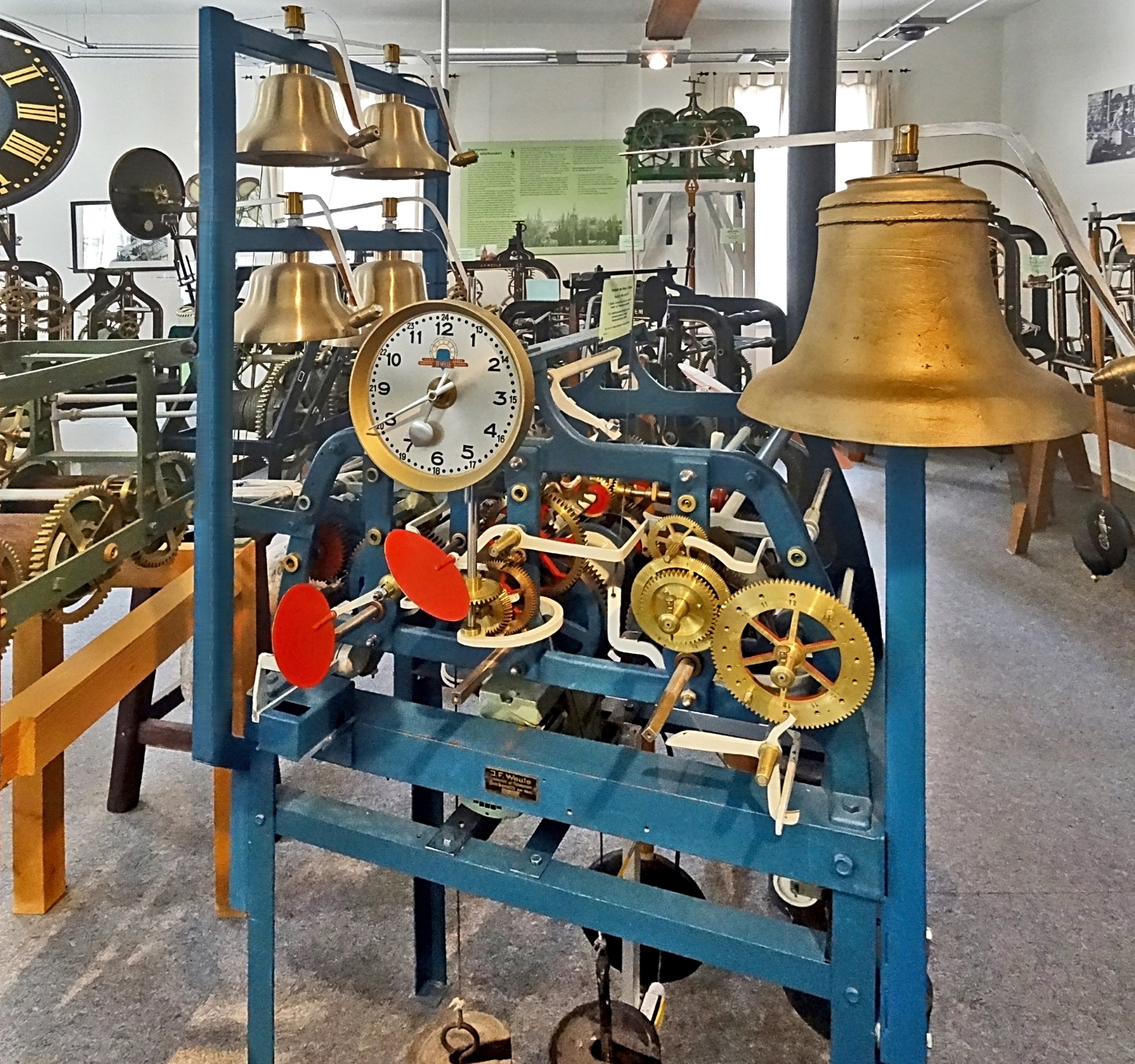
Weule-Turmuhrwerk (1946) mit „Westminsterschlag“

Das Turmuhrenmuseum Bockenem ist ein Uhrenmuseum in der niedersächsischen Stadt Bockenem im Landkreis Hildesheim. Es befindet sich mitten in der Altstadt von Bockenem am Buchholzmarkt. Schwerpunkt des Museums ist die Darstellung der Geschichte der früheren Bockenemer Turmuhrenfabrik J. F. Weule. Dabei wird die Entwicklung des Turmuhrenbaus in Bockenem ab 1848 dargestellt. Es werden 40 funktionsfähige Turmuhren präsentiert, die größtenteils von Willi Lagershausen, einem ehemaligen Mitarbeiter der Turmuhrenfabrik F. Weule aus Bockenem, ehrenamtlich restauriert wurden.